# 月と太陽 (shelaの曲)
「月と太陽」（つきとたいよう）は、shelaの通算12枚目のシングル。2004年3月3日にavex traxよりリリースされた。

## 解説
「月と太陽」はフジテレビ系アニメ『ONE PIECE』14thエンディングテーマに起用された。2005年にリリースしたベストアルバム『FLORAL -single collection vol.2-』に収録されている。
またこの「月と太陽」は、『ONE PIECE』のベストアルバム『ONE PIECE MEMORIAL BEST』、『ONE PIECE SUPER BEST』、『ONE PIECE BEST ALBUM 〜ワンピース主題歌集〜』等にも収録されている。
2022年6月8日、shela officialYouTubeチャンネルにて「月と太陽」を歌ってみた動画がアップロードされた。

## 収録曲
1. 月と太陽 [5:12]
作詞・作曲：瀧川潤 / 編曲：家原正樹
2. OVER THERE [4:46]
作詞・作曲：瀧川潤 / 編曲：武藤良明
3. 月と太陽 -instrumental- [5:11]
4. OVER THERE -instrumental-[4:45]